# Parnaíba (U17)
Parnaíba (U17) je monitor brazilského námořnictva. Ve službě je od roku 1938. Původně měl sloužit na řekách na hranici s Bolívií, ale na to měl moc velký ponor. Jinak jde o úspěšné, silně vyzbrojené a relativně dobře chráněné plavidlo.

## Pozadí vzniku

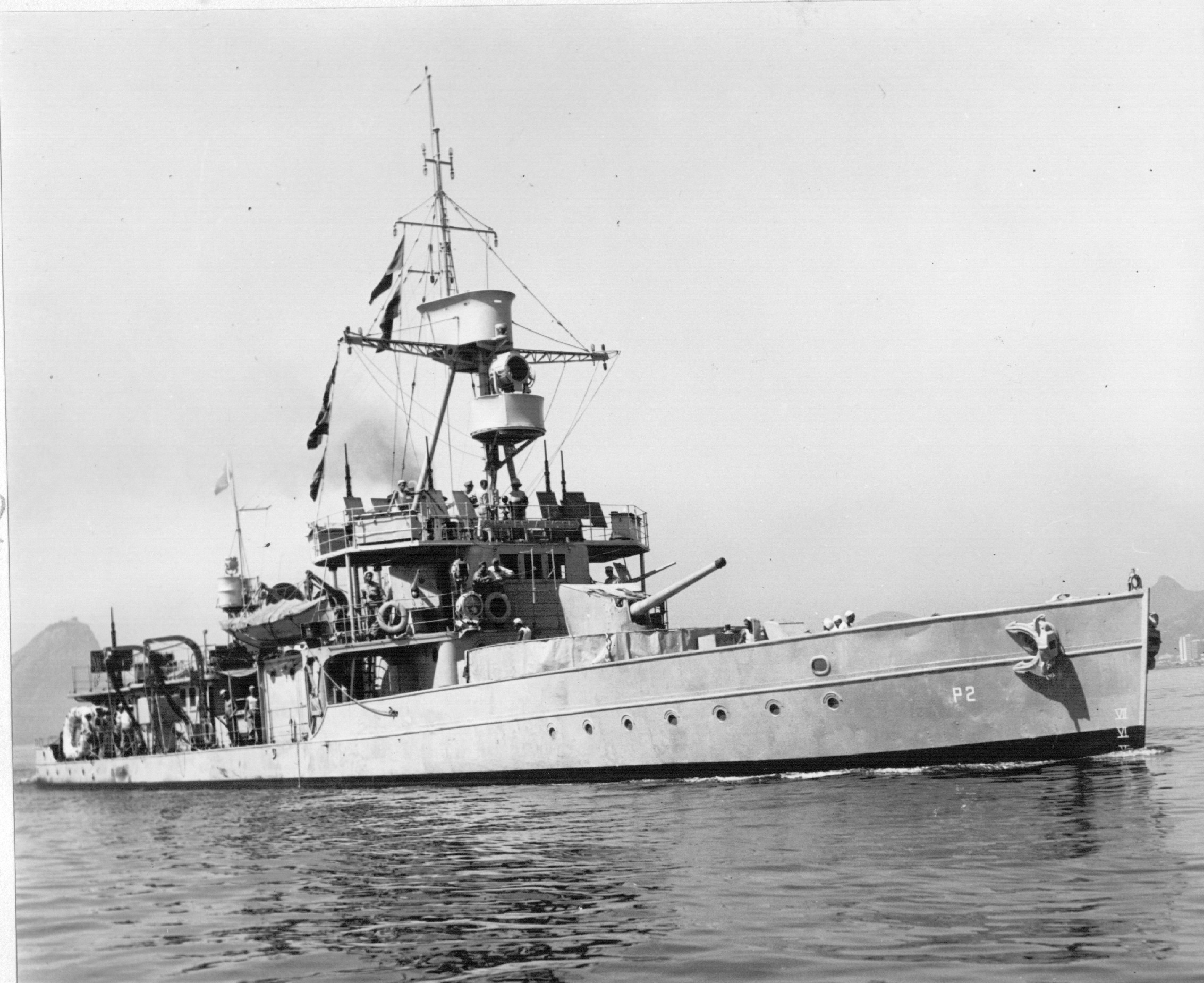
Historický snímek monitoru Parnaíba

Na návrhu monitoru se podílela britská společnost Thornycroft, která byla i dodavatelem pohonného systému. Stavbu zajistila brazilská loděnice Arsenal de Marinha v Rio de Janeiro. Stavba byla zahájena 11. června 1936, plavidlo bylo na vodu spuštěno 6. listopadu 1937 a do služby bylo zařazeno 4. března 1938.

## Konstrukce

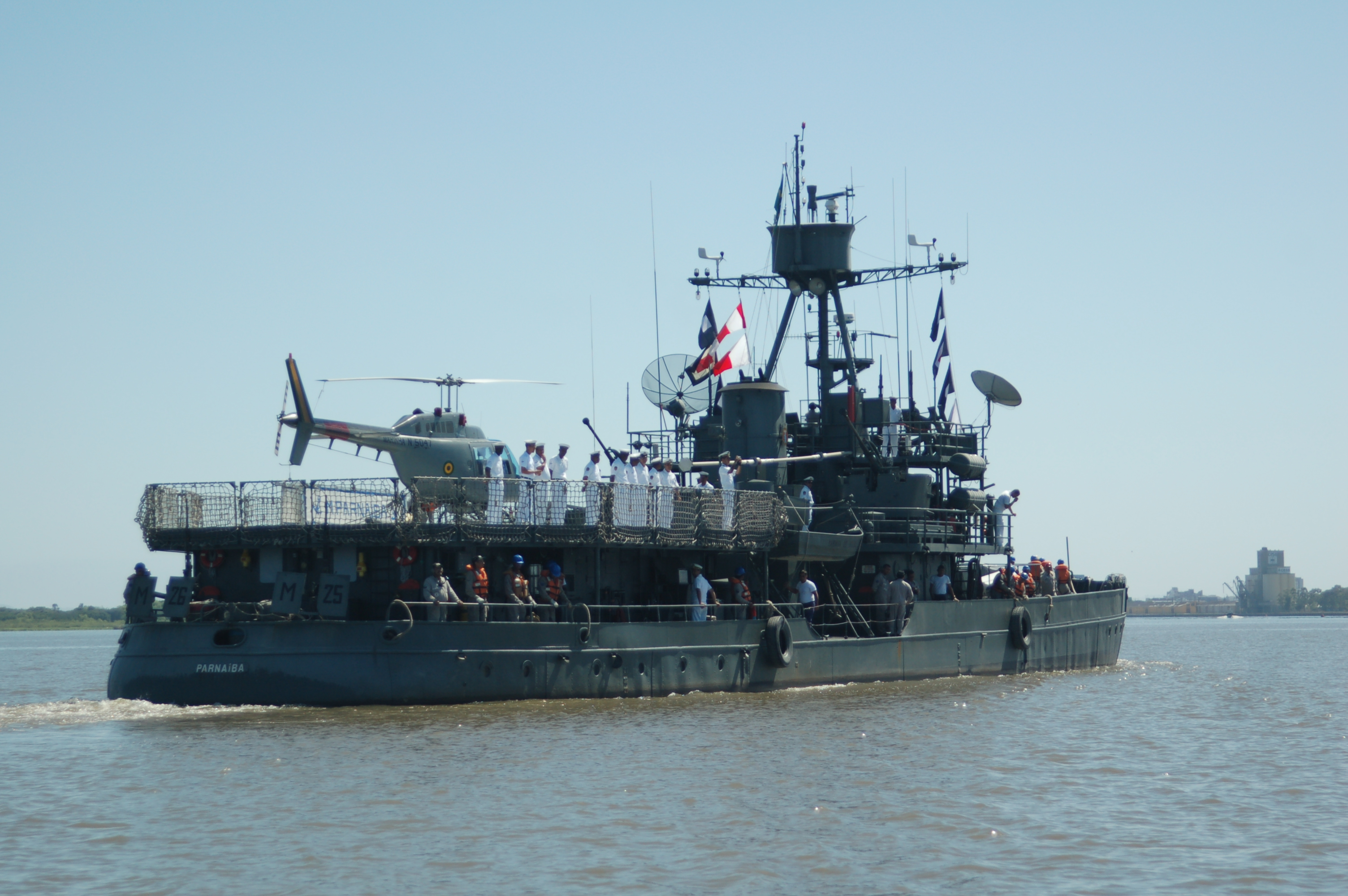
Modernizovaný monitor Parnaíba s vrtulníkem na přistávací ploše

Monitor byl dokončen s výzbrojí jednoho 152mm/50 kanónů a dvou 47mm/40 kanónů Hotchkiss. Část trupu chrání boční pancéřový pás o síle 76 mm a paluba o síle 38 mm. Pohonný systém tvořily dva kotle a dva parní stroje o celkovém výkonu 1600 hp, pohánějící dva lodní šrouby. Nejvyšší rychlost dosahovala dvanáct uzlů. Dosah byl 1350 námořních mil při rychlosti deset uzlů.

### Modifikace
V letech 1942–1945 výzbroj posílily dvě 87mm houfnice a čtyři 20mm kanóny Oerlikon Mk.4. V roce 1960 byl monitor přezbrojen. Odstraněn byl 152mm kanón a obě houfnice. Výzbroj naopak posílil jeden 76mm/50 kanón Mk.22, dva 40mm kanóny Bofors Mk.3 a dva 20mm kanóny Oerlikon Mk.4.
V roce 1996 byl původní pohonný systém nahrazen dvěma diesely o výkonu 1300 hp. Nejvyšší rychlost zůstala dvanáct uzlů. Dále byly instalovány navigační radary Racal Decca a Furuno 3600.
V letech 1998–1999 oba původní 40mm kanóny nahradily dva 40mm/70 kanóny Bofors Mk.48, sejmuté z fregaty Liberal (F43). Nové složení výzbroje tak bylo jeden 76mm kanón, dva 47mm kanóny, dva 40mm kanóny a dva 20mm kanóny. Na zádi byla rovněž instalována přistávací plocha pro vrtulník. Dimenzována je pro Bell IH-6B (Jet Ranger III) a Eurocopter AS 350.